# 巴库尔
巴库尔（法語：Bacourt，法語發音：[bakuʁ]）是法国摩泽尔省的一个市镇，位于该省中南部，属于萨尔堡-萨兰堡区。

## 地理
巴库尔（48°55'37"N, 6°24'24"E）面积3.89 平方千米，位于法国大東部大區摩泽尔省，该省份为法国东北部内陆省份，是洛林的一部分，西南接默尔特-摩泽尔省，东临下莱茵省，北与卢森堡和德国接壤。
与巴库尔接壤的市镇（或旧市镇、城区）包括：尼德河畔莫维尔、普雷沃库尔、蒂蒙维尔、坦克里。

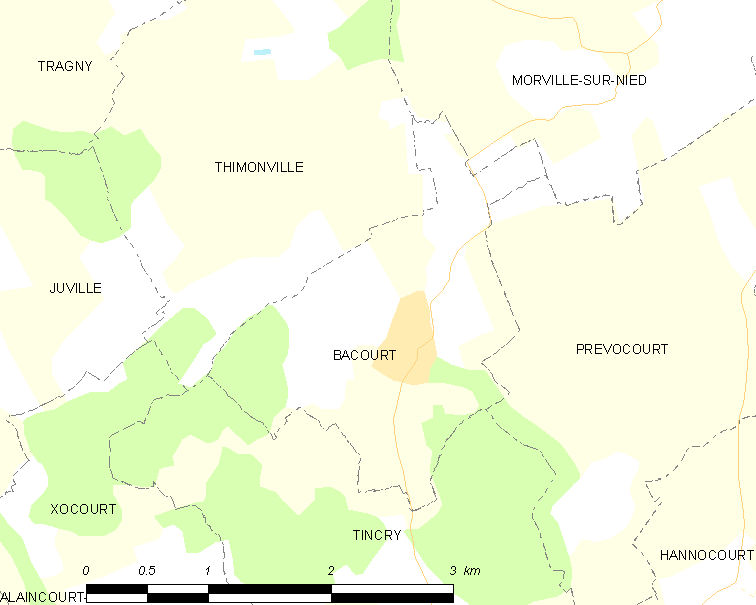
巴库尔的OSM定位图

巴库尔的时区为UTC+01:00、UTC+02:00（夏令时）。

## 行政
巴库尔的邮政编码为57590，INSEE市镇编码为57045。

## 政治
巴库尔所属的省级选区为索努瓦县。

## 人口

1962-2008年间巴库尔人口变化图示

巴库尔于2022年1月1日时的人口数量为113人。